# Allsvenskan i handboll för herrar 2012/2013
Allsvenskan i handboll för herrar 2012/2013 är den sjätte upplagan av Sveriges näst högsta rikstäckande division i handboll för herrar. Serien innehåller 14 lag som spelar mot varandra två gånger (en gång hemma och en gång borta) vilket ger totalt 26 omgångar. Inför säsongen drog sig både HP Warta och Djurgårdens IF ur serien och ersattes av GF Kroppskultur respektive IFK Ystad, som båda egentligen hade åkt ut i kvalet.
Säsongen inleddes söndagen den 9 september 2012 och avslutas söndagen den 17 mars 2013.

## Tabell
Not: Lag 1 till Elitserien 2013/2014, lag 2-4 till Elitseriekval, lag 11-12 till Allsvenskt kval, lag 13-14 åker ned till Division 1 2013/2014.
| Nr | Lag               | S  | V  | O | F  | GM  | IM  | MS   | P  |
| -- | ----------------- | -- | -- | - | -- | --- | --- | ---- | -- |
| 1  | H43 Lund (N)      | 26 | 21 | 3 | 2  | 770 | 663 | +107 | 45 |
| 2  | Önnereds HK       | 26 | 19 | 2 | 5  | 747 | 629 | +118 | 40 |
| 3  | OV Helsingborg HK | 26 | 17 | 2 | 7  | 749 | 679 | +70  | 36 |
| 4  | Rimbo HK Roslagen | 26 | 18 | 0 | 8  | 806 | 742 | +64  | 36 |
| 5  | Caperiotumba      | 26 | 16 | 3 | 7  | 783 | 702 | +81  | 35 |
| 6  | IFK Ystad HK      | 26 | 12 | 3 | 11 | 692 | 692 | 0    | 27 |
| 7  | Ricoh HK (U)      | 26 | 10 | 3 | 13 | 703 | 717 | −14  | 23 |
| 8  | Alstermo IF (U)   | 26 | 11 | 0 | 15 | 697 | 722 | −25  | 22 |
| 9  | Hästö IF          | 26 | 9  | 4 | 13 | 643 | 679 | −36  | 22 |
| 10 | LIF Lindesberg    | 26 | 10 | 2 | 14 | 685 | 733 | −48  | 22 |
| 11 | HK Varberg (U)    | 26 | 6  | 6 | 14 | 699 | 756 | −57  | 18 |
| 12 | IF Hallby HK      | 26 | 7  | 1 | 18 | 659 | 714 | −55  | 15 |
| 13 | GF Kroppskultur   | 26 | 6  | 1 | 19 | 643 | 739 | −96  | 13 |
| 14 | HK Eskil (U)      | 26 | 4  | 2 | 20 | 626 | 735 | −109 | 10 |

## Kvalspel till Allsvenskan

### Semioff
Anderstorps SK respektive Tyresö Handboll vidare till direkt off. 
| Datum   | Match                        | Resultat |
| ------- | ---------------------------- | -------- |
| 26 mars | Anderstorps SK - HK Country  | 29 - 25  |
| 1 april | Borås HK 84 - Anderstorps SK | 27 - 30  |

| Datum   | Match                           | Resultat |
| ------- | ------------------------------- | -------- |
| 24 mars | Tyresö Handboll - Höörs HK H 65 | 23 - 28  |
| 1 april | Höörs HK H 65 - Tyresö Handboll | 26 - 32  |

### Direkt off
| Datum    | Match                       | Resultat | Publik |
| -------- | --------------------------- | -------- | ------ |
| 14 april | Anderstorps SK - HK Varberg | 34 - 30  | 450    |
| 21 april | HK Varberg - Anderstorps SK | 25 - 30  | 445    |

| Datum    | Match                          | Resultat | Publik |
| -------- | ------------------------------ | -------- | ------ |
| 13 april | Tyresö Handboll - IF Hallby HK | 27 - 24  | 550    |
| 21 april | IF Hallby HK - Tyresö Handboll | 31 - 18  | 512    |
| 24 april | IF Hallby HK - Tyresö Handboll | 36 - 19  | 482    |